# 日本カウンセラー学院
日本カウンセラー学院（にほんカウンセラーがくいん、英語: The Academy of Counselors Japan）は、東京都中央区日本橋茅場町2-5-6 日本橋大江戸ビル5Fに本部を置く、心理カウンセラー養成の民間スクールである。1995年に創立された。
世界的な研究機関である、米国のセイブルック大学(Saybrook University)、アッカーマン家族療法研究所（Ackerman Institute for the Family)とも提携し、最先端かつ実践的なカウンセラー教育をおこなっている。

## 概観

### スクール全体
日本カウンセラー学院は、1995年に心理カウンセラー養成校として開校。大学以外で心理学を学べる機関として知られている。

### 建学の精神
「心理カウンセリングを通じて、心の豊かさに支えられた実りある人生をサポートできる心理カウンセラーの育成」を謳っている。

### 教育および研究
日本カウンセラー学院は、アッカーマン家族療法研究所（Ackerman Institute for the Family)（米国・ニューヨーク）をはじめとした海外提携機関との共同開発のオリジナルテキストを使用。過去3,000人以上の卒業生を送り出した。多数の卒業生が心理カウンセラーとして独立開業。教育機関や相談業務にあたる職に就いている。教育目標は、現場で有効な「実践力を身につける」ことと謳われている。

### 学風および特色
実践力を身につけるため、少人数制で実習中心の講義や、ビデオスーパービジョンといったユニークなカリキュラムが組まれている。年齢や心理学経験の有無に関わらず、誰もが段階的に体系的に学べるのも特徴。また社会人や主婦など中高年の層が多いため、落ちついた雰囲気の中で心理カウンセリングのスキルをみにつけることができる。

## 沿革

### 略歴
阪神・淡路大震災、地下鉄サリン事件と、1995年初頭から早春にかけ日本中を震撼させた出来事が相次ぎ、「こころのケア」の必要性が叫ばれ始めた頃、心理カウンセラー養成校として、日本カウンセラー学院東京校が東京都新宿区大京町に創立された。2004年に神田本校、2005年に名古屋校、2008年に大阪校を順次開校。日本三大都市圏で校舎を運営し、今日に至る。心理カウンセラー資格取得者は4000名を超える。
ただし、あくまでも民間資格であり、臨床心理士、公認心理師等受験資格は得られない。

### 年表
- 1995年 - 日本カウンセラー学院創立
- 1995年 - 附属カウンセリングルーム ホリスティックハート開室
- 1999年 - アッカーマン家族療法研究所（Ackerman Institute for the Family)（米国・ニューヨーク）と海外提携
- 2002年 - セイブルック大学(Saybrook University)（米国・サンフランシスコ）と海外提携
- 2004年 - 東京神田本校開校
- 2005年 - 名古屋校開校
- 2007年 - 東京神田2号館開校
- 2007年 - 日本ＮＬＰ学院と提携
- 2007年 - ゲシュタルトネットワークジャパンと提携
- 2008年 - 大阪校開校
- 2008年 - エサレン研究所（Esalen Institute)と提携
- 2009年 - 通信講座開始
- 2013年 - 全国主要都市にサテライト校展開開始
- 2015年 - 東京神田本校移転
- 2016年 - 東京日本橋本校開校

## 開講コース内容

### 基礎科〔心理カウンセリングベーシックコース〕
カウンセリングの基礎として、「自分を見つめる」ことや「具体的に人とどう関わっていくか」を体験的に学ぶ。
自分自身のことを丁寧に見つめることから始め、話の聴き方、相手をありのまま受け容れる関わり方などを実践的に学ぶ。自身の変化に気づいたり、効果を体感したりしながら本格的な心理カウンセリングの基礎を身に付けていくと謳われている。

### 専修科〔心理カウンセラー養成コース〕
心理カウンセラーとして、相談者の援助ができる対話の技術・知識を身につける。
カウンセリングの基礎技術・知識はもとより、各種心理療法の概論を学ぶ。実践重視のカリキュラムを組んでいるため、心理カウンセリングが「わかる」から実際に「できる」ための講義内容となっている。相談者の方の悩みなどに対して、対話を通じてサポートを行う「心理カウンセラー」として活動されたい方に最適なコースと謳われている。

### 特修科〔セラピスト養成コース〕
心理カウンセラー・心理療法士として、幅広く相談者の援助ができる対話の技術・知識、心理療法を身につける。
このコースでは、専修科のカリキュラムに加えて、より高度な対話の技術や心理療法を学ぶ。相談者の方の悩みなどに対して、対話や心理療法を通じてサポートを行う「心理カウンセラー」、「心理療法士」として活動されたい方に最適なコースで、特修科修了後、専修科に比べ、相談者への幅広い対応が可能となると謳われている。

### 各種専門コース
※卒業生を対象に、心理療法のさらなる理解を深めるため、また心理カウンセラー養成のノウハウを身につけていただくため法専門コースを提供している。この専門コースは、心理系専門教育機関である、日本ＮＬＰ学院、ＮＰＯ法人ゲシュタルトネットワークジャパン、国際メンタルコーチング協会、アッカーマン家族療法研究所（Ackerman Institute for the Family)（米国、ニューヨーク）との提携により運営しており、各専門コース修了後、提携先の資格や修了証を取得することができると謳われている。
- NLP専門コース
- ゲシュタルト療法専門コース
- 家族療法専門コース
- メンタルコーチング専門コース
- 講師養成講座
- 精神医療講座

## 概要

### 所在地
- 東京日本橋本校（東京都中央区日本橋茅場町2-5-6 日本橋大江戸ビル5F）

### 在校者数
- 約500名（合計）

## 参考書籍
「行列があると、なぜ人は並んでしまうのか―儲けの心理学」永岡書店 ISBN 978-4-522-4759-11